# Max O’Dowd
Maxwell Patrick O’Dowd (* 4. März 1994 in Auckland, Neuseeland) ist ein niederländischer Cricketspieler, der seit 2015 für die niederländische Nationalmannschaft spielt.

## Kindheit und Ausbildung
Geboren in Neuseeland, wuchs O’Dowd bei seiner Mutter in den Niederlanden auf und erlernte dort Cricket. Sein Vater Alex O’Dowd spielte Cricket für Auckland und Northern Districts im nationalen neuseeländischen Cricket.

## Aktive Karriere
Sein Debüt in der Nationalmannschaft gab O’Dowd im Juni 2021 in einer Twenty20-Serie gegen Nepal. Er wurde dann für den ICC World Twenty20 2016 nominiert, kam jedoch nicht zum Einsatz. In der Folge gelang es ihm sich im Twenty20-Team zu etablieren. Im Juni 2019 gab er auch sein Debüt im ODI-Cricket und konnte dabei gegen Simbabwe in seinen ersten beiden Spielen jeweils ein Fifty (86* und 59 Runs) erreichen. Auch in der dazugehörigen Twenty20-Serie gelang ihm ein Fifty (56 Runs). Im August kamen die Vereinigten Arabischen Emirate in die Niederlande für eine Twenty20-Serie und ihm gelangen zwei Half-Centuries (51 und 65 Runs). Zum Ende der Saison 2019 gelangen ihm dann noch ein Fifty über 69 Runs in einem Drei-Nationen Turnier in Irland gegen den Gastgeber. Im Oktober folgte dann der ICC Men’s T20 World Cup Qualifier 2019 wurde er für ein Fifty gegen Kenia (53 Runs) als Spieler des Spiels ausgezeichnet. Im weiteren Turnierverlauf, in dem sich die Niederlande für die Weltmeisterschaft qualifizierte, gelang ihm ein weiteres Fifty (58 Runs) gegen Bermuda.
Nach der Pause auf Grund der COVID-19-Pandemie konnte er im April 2021 bei einem Drei-Nationen-Turnier in Nepal ein Century über 133* Runs aus 73 Bällen gegen Malaysia. Im Mai erreichte er dann gegen Schottland 82 Runs in der ODI-Serie. Im Oktober 2021 war er dann Teil des niederländischen Teams beim aufgeschobenen ICC Men’s T20 World Cup 2021. Dort erzielte er gegen Irland (51 Runs) und Namibia (70 Runs) jeweils ein Fifty, doch blieb das Team sieglos und schied in der Vorrunde aus. Im Juni 2022 erzielte er zunächst in der ODI-Serie gegen die West Indies zwei Fifties (51 und 89 Runs) und dann ebenfalls gegen England (55 und 50 Runs). Beim ICC Men’s T20 World Cup Global Qualifier Group B 2022 konnte sich die Niederlande für die Weltmeisterschaft qualifizieren, wobei ihm ein Fifty über 73 Runs gegen Uganda gelangen. Beim ICC Men’s T20 World Cup 2022 erzielte O’Dowd gegen Sri Lanka ein Fifty (71* Runs) als die Niederlande die Vorrunde überstehen konnten. In der Super-12-Runde konnte er dann ein weiteres gegen Simbabwe über 52 Runs erreichen.
Im März 2023 erreichte er 81 Runs in der ODI-Serie in Simbabwe. Beim im Sommer stattfindenden ICC Cricket World Cup Qualifier 2023 erzielte er zunächst gegen den Gastgeber Simbabwe ein Fifty über 59 Runs. Im weiteren Verlauf wurde er dann nach 90 Runs gegen Nepal als Spieler ausgezeichnet, womit die Niederlande in die Super-6-Runde einzogen und sich für die kommende Weltmeisterschaft qualifizierten.